# 周希聖
周希聖（1551年—1635年），字惟學，號元汀，湖廣永州府零陵縣軍籍，進賢鄉澗頭巖人。明朝政治人物、進士出身。

## 生平
萬曆十六年（1588年）戊子科舉人，十七年（1589年）己丑科進士，初授四川華陽縣知县，十九年辛卯分校蜀闈。征吐蕃，督饷有功，钦赐银两。二十一年升國子監博士，二十三年行取，选授山东道御史，因宫扇累民，疏谏忤旨，谪广西灌阳添注典史，因奉台檄較王阳明书稿。辞职歸乡，家居十八年，萬曆三十九年（1611年）以资望薦起太仆寺丞，四十年改尚宝司丞，四十二年升光禄寺少卿。四十三年乙卯典試陕西，四十四年丙辰册封益府，升通政司右通政。四十七年己未殿试读卷。泰昌元年（1620年）九月，熹宗即位，十月升南京光禄寺卿，天啓元年三月遷南京大理寺卿，二年转南刑部右侍郎。天启四年（1624年），晉南京户部尚书，蔭一子。因好友杨涟上疏弹劾魏忠贤下狱，希聖在南都声援，爲魏所忌，五年十二月指使刑科给事中苏兆先弹劾，遂被削籍爲民。崇禎元年，起用名德舊臣，以年老不赴，遂復原官致仕，仍给与应得誥命。八年（1635年）卒，年八十五，崇祀乡贤。

## 家族
曾祖周敬。祖父周文鳳。父周佐。母刘夫人，坐月下，见一鹤集怀，而生希聖。
有四子，長子周自稷，以蔭官至順天府通判；次子周自发、周自太、周自公，俱庠生。兄周希旦，字惟思，以明經授德安训导，转萬縣教諭，致仕歸里，诗酒自娱。